# August Pollmann
August Pollmann (* 15. November 1813 in Alsdorf an der Sieg; † 17. Mai 1898 in Bonn) war ein deutscher Musiklehrer, Apidologe (Bienenkundler) und Lehrer für Agrikultur.
Pollmann war das fünfte von neun Kindern eines Wattenfabrikanten und Gastwirts und ging in Altenkirchen zur Schule. Wegen eines Fußleidens zeitweise ans Bett gefesselt, widmete er sich der Musik, besonders dem Klavier- und Gitarrenspiel, und ließ sich durch den Musiklehrer Wendt ausbilden, so dass er sich nach seiner Genesung in Bonn als Musiklehrer für Klavier, Gitarre und Gesang niederlassen konnte. Zugleich besuchte er an der Bonner Universität Vorlesungen über Naturwissenschaft, Literatur und Geschichte und promovierte 1845 an der Universität Gießen mit einer Dissertation über die menschliche Singstimme zum Dr. phil.
Schon im Vaterhaus waren Bienen gehalten worden, und auch in Bonn begann Pollmann mit einer eigenen Zucht. Ab 1863 war er im Westfälisch-Rheinischen Verein für Bienen- und Seidenzucht tätig, von 1864 bis 1884 als Vorstandsmitglied, und war von 1878 bis 1885 Redakteur des Vereinsblattes. Infolge dieses Engagements wurde er vom Direktor der Königlich Preußischen Landwirtschaftlichen Lehranstalt Bonn-Poppelsdorf, Eduard Hartstein, 1868 aufgefordert, dort Vorlesungen über Bienenzucht zu halten. 1894 musste er krankheitshalber diese Tätigkeit aufgeben. Seine Bücher und Zeitschriften schenkte er der Bibliothek der Lehranstalt.
Er besuchte zahlreiche Wanderveranstaltungen deutscher und österreichisch-ungarischer Bienenzuchtvereine, oft auch im Auftrag des Preußischen Landwirtschaftsministeriums, und verfasste zahlreiche Zeitschriftenartikel und einige Bücher. Er korrespondierte mit Gregor Mendel und Dzierzon.
Pollmann gilt als Erfinder des „Bienenkabinetts“, einer Zusammenstellung von Präparaten und anderen Dingen, die mit der Honigbiene, ihrer Zucht und Haltung sowie der Honiggewinnung zusammenhängen, und des „Bienenherbariums“ (Zusammenstellung der wichtigsten Trachtpflanzen der Honigbiene).
Er ist der Erstbeschreiber der Bienenrassen Apis mellifera carnica, Apis mellifera cypria und Apis mellifera caucasica.
Zu seinen letzten Vorlesungen an der Poppelsdorfer Akademie begleitete ihn seine (zweite) Frau, weil er nicht mehr alleine auf der Straße gehen konnte.

## Schriften (Auswahl)
- Die Honigbiene und ihre Zucht. E. Schotte und Voigt, 1875; 230 S.
- Werth der verschiedenen Bienenracen und deren Varietäten, bestimt durch Urtheile namhafter Bienenzüchter. Leipzig: H. Voigt, 1879; 70 S. (2. Auflage 1889, 100 S.)
- Wörterbuch für Bienenzucht. Weinheim: Fr. Ackermann, 1885; 224 S.